# Thoisy-la-Berchère
Thoisy-la-Berchère är en kommun i departementet Côte-d'Or i regionen Bourgogne-Franche-Comté i östra Frankrike. Kommunen ligger i kantonen Saulieu som tillhör arrondissementet Montbard. År 2022 hade Thoisy-la-Berchère 305 invånare.

## Befolkningsutveckling
Antalet invånare i kommunen Thoisy-la-Berchère
Referens:INSEE